# 迪倫·貝克
迪倫·貝克（Dylan Baker，1959年10月7日—）是美國的一位演員。他出演過眾多獨立電影，並且也參與電視劇和舞台劇的演出。他擁有耶魯大學的戲劇學碩士學位。
憑藉2008年電影《真愛旅程》獲得棕櫚泉國際影展最佳演員獎。

## 外部連結
- Dylan Baker在Enjoy Movie的電影作品列表 （页面存档备份，存于）